# Jost Bernhard Häfliger

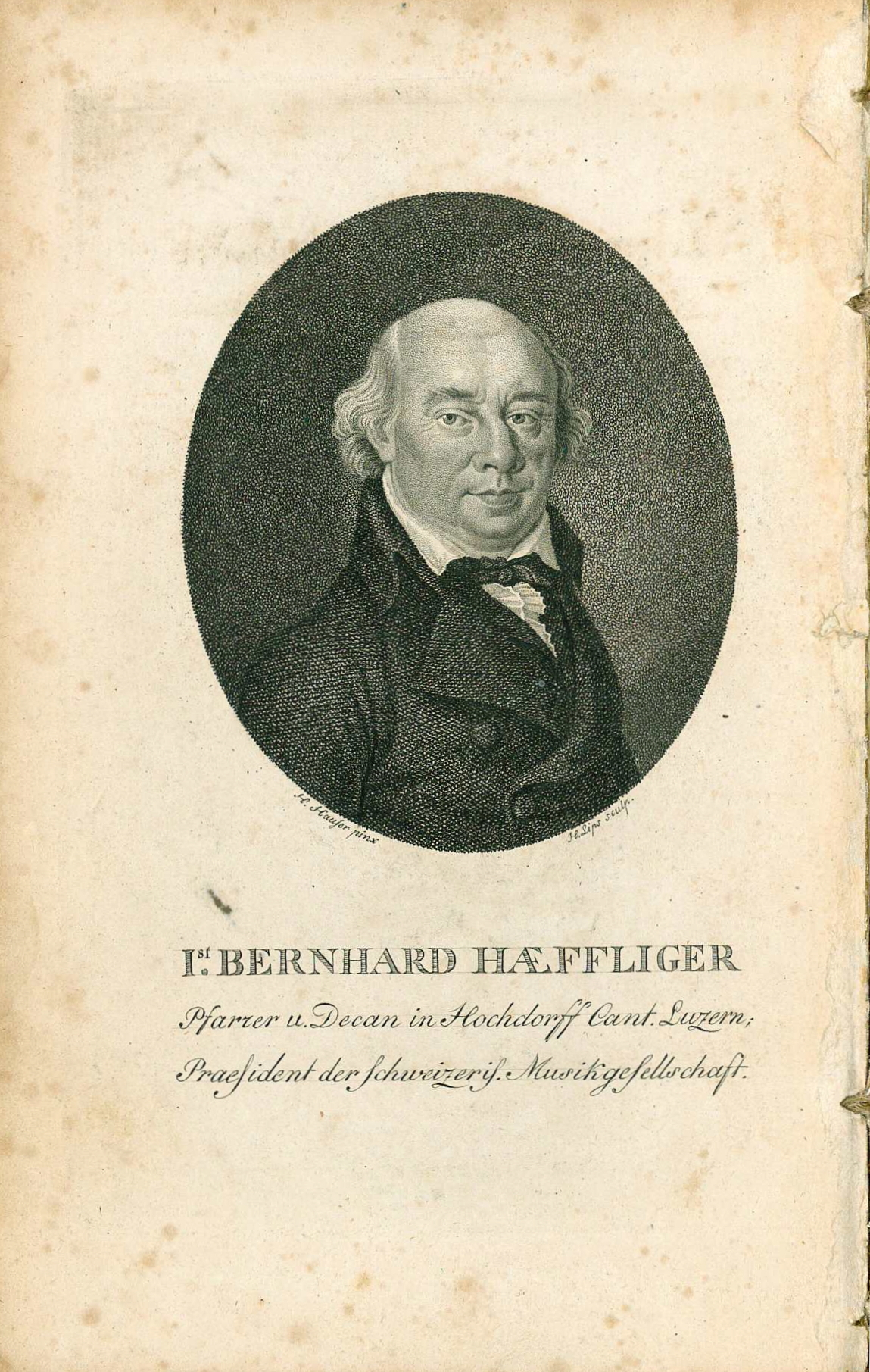
Jost Bernhard Häfliger

Jost Bernhard Barnabas Häfliger (der Familienname findet sich auch Häffliger, Haefliger, Haeffliger, Haeflinger, Haefflinger geschrieben; * 11. Juni 1759 in Beromünster; † 1. Juni 1837 in Hochdorf) war ein Schweizer römisch-katholischer Geistlicher. Er wirkte als Förderer des luzernischen Landschulwesens und war ein Pionier der schweizerdeutschen Mundartdichtung.

## Leben und Einstellung
Häfliger entstammte einer angesehenen Familie des luzernischen Fleckens Beromünster, wo sein gleichnamiger Vater als Stiftsammann wirkte. Nach dem Besuch der heimatlichen Stiftsschule studierte er in Solothurn, Luzern, Konstanz und Strassburg Rechtswissenschaft und Theologie; seine Studien schloss er mit dem Doktorat der Theologie und dem Lizentiat beider Rechte (kanonisches und weltliches) ab. 1783 erhielt er die Priesterweihe.
Von 1783 und 1784 war er Vikar in Neudorf, von 1784 bis 1793 Leutpriester in Beromünster und von 1793 bis zu seinem Tode Leutpriester in Hochdorf. Überdies amtete er im Kapitel Hochdorf von 1795 bis 1807 als Sextar, 1807 als Kammerer und ab 1808 als Dekan; er war von 1798 bis 1802 Schulinspektor im Distrikt Hochdorf, von 1806 bis 1818 Oberschulinspektor im Schulbezirk Seetal und von 1807 bis 1830 Examinationsrat im geistlichen Examinationskollegium sowie apostolischer Protonotar.
Häfliger war, wie sein Vater und wie sein Escholzmatter Kollege Franz Joseph Stalder, ursprünglich ein Anhänger der katholischen Aufklärung und der Helvetik. Er setzte sich für die Befreiung der Bauern ein und charakterisierte Jesus Christus 1798 in einer Predigt als Sansculotten. Während des antihelvetischen Staatsstreichs des Provisorischen Zentralausschusses 1802 drohte ihm der Militärkommandierende Oberst Hauser mit Verhaftung, worauf er nach Abtwil floh.
In nachhelvetischer Zeit wurde Häfliger konservativer und wandelte sich zum «unerschrockenen Kämpfer für die katholische Kirche». Im Streit zwischen dem Luzerner Generalvikar Probst Göldin und dem aufgeklärten Konstanzer Bistumsverweser Ignaz Heinrich von Wessenberg 1814 stand er als Wortführer an der Spitze der Luzerner Geistlichkeit. Er wandte sich gegen die Badener Artikel, wonach die katholische Kirche unter die Aufsicht des liberalen Staates zu stellen sei, und gegen Friedrich Fröbels im Geiste Pestalozzis geführte Erziehungsanstalt in Willisau. Theologisch schloss er sich nun der Schule Johann Michael Sailers an, die ein verinnerlichtes und pastoraltheologisches Christentum vertrat.

## Wirken
Häfliger erwarb sich wichtige Verdienste in der Erneuerung des Landschulwesens. Er war ein Anhänger der Reformen, die der helvetische Bildungsminister Philipp Albert Stapfer verfocht, und setzte gegen verschiedene Widerstände durch, dass in jeder Gemeinde seines Kapitels eine Schule errichtet wurde. Zusammen mit dem Hochdorfer Lehrer Fridolin Wyss bot er Fortbildungskurse für die Lehrerschaft an. Daneben war er aktiv an der vom damaligen Generalvikar Wessenberg vorangetriebenen Konstanzer Seelsorge- und Liturgiereform beteiligt.
1808 gründete er zusammen mit Hans Georg Nägeli die Schweizerische Musikgesellschaft, als deren erster Präsident er amtete. Im gleichen Jahr trat er, nachdem er schon ab 1797 als Gast verkehrt war, der Helvetischen Gesellschaft bei, deren Sekretariat er von 1810 bis 1819 führte. Überdies war er Mitglied der Luzerner Lesegesellschaft.
Häfliger schrieb zahlreiche «Volkslieder», wie er sie nannte, in Luzerner Mundart, deren Zweck die Vermittlung und Pflege guter Sitten und vaterländischer Gefühle war. Dabei komponierte er kaum eigene Melodien, sondern unterlegte seinen Gedichten bekannte Weisen, häufig solche von Nägeli. Häfligers erste Gedichte, die zunächst auf fliegenden Blättern verbreitet wurden, waren fast alle politisch gefärbt; der Autor schlüpfte in die Gestalt eines Bauern und versuchte in bewusst rauer Sprache, dem Volk die Ideen der Aufklärung und der Helvetik nahezubringen. Die späteren Gedichte standen hingegen teilweise unter dem Einfluss von Johann Peter Hebels 1803 erschienenen Allemannischen Gedichten und wohl auch von Gottlieb Jakob Kuhn; gesungen wurde nun das Lob des Landlebens mit seiner Arbeit und seinen Festen und der zufriedenen Bescheidenheit. In den Sammelband von 1813 schliesslich nahm Häfeli nur noch eine Minderheit derjenigen Lieder auf, die er 1798 und 1799 verfasst hatte; die «Dokumente politischer Irrtümer» merzte er aus, worin sich «der Wandel vom [frankophilen] ‹Patrioten› zum Schweizer» spiegelte. In seinen 1811 und 1812 verfassten Scharaden versuchte er, Hebel zu übertrumpfen – «sein Ehrgeiz war, der schweizerische Hebel zu werden». Neben eigenen Dichtungen sammelte er aber auch die überlieferten, echten Volkslieder und wirkte als Förderer des Chorgesangs. – Häfligers Gedichte und Lieder sind heute zum grossen Teil vergessen. Das einzige, das gelegentlich noch gesungen wird, ist das 1794 entstandene Was sust d’ Schwytzer bruuchid, das 1946 in den Sing-Sang, das Liederbuch der Einsiedler Studenten, und 1961 in die Sammlung Was unsere Väter sangen des Volksliedforschers Alfred Leonz Gassmann aufgenommen wurde.
Häfliger erfreute sich zu seinen Lebzeiten eines hohen Ansehens als Musiker und Dichter. Zusammen mit dem etwas älteren Josef Felix Ineichen (dem er an Originalität unterlegen war) war er einer der Pioniere der Schweizer Mundartliteratur. Seine Gedichte fungierten deshalb auch als wichtige Quelle des Schweizerischen Idiotikons. Bemerkenswert ist überdies die sorgfältige Schreibung der Mundart im Sammelband von 1813. Häfligers mundartliterarisches Schaffen würdigte der Germanist Walter Haas wie folgt:

«Die Anerkennung, die er für sein mundartliches Werk bei den Zeitgenossen fand, ist bezeichnend für die neue Auffassung von Volkssprache und Volksdichtung, die sich damals in den gebildeten Schweizer Kreisen bereits durchgesetzt hatte. Dagegen ist die Haltung des [Konstanzer] Weihbischofs [sic!] Wessenberg, der Häfligers Werk als ‹Kuhstallpoesie› bezeichnete, ebenso kennzeichnend für die deutsche Unterbewertung der Mundart.»

## Werke (Auswahl)
- Lieder im helvetischen Volkston, nach der Luzernerischen Mundart. Luzern 1801.
- Schweizerische Volkslieder nach der luzernischen Mundart. Luzern 1813.[17]

Ein vollständiges Verzeichnis der Schriften findet sich im Geschichtsfreund 71, 1916, S. 220–226.

## Fussnoten
1. ↑  Laufbahn und Ämter (mit Ausnahme desjenigen als apostolischem Protonotar) gemäss Waltraud Hörsch, Josef Bannwart: Luzerner Pfarr- und Weltklerus 1700–1800. Rex, Luzern 1998, S. 177 f., hier S. 177; die Ergänzung um den apostolischen Protonotar nach Josef Anton Häfliger: Historisches über das Geschlecht Häfligers. Der Zweig Beromünster. In: Der Geschichtsfreund 71, 1916, S. 139–175, hier S. 165.
2. ↑  Josef Anton Häfliger: Historisches über das Geschlecht Häfligers. Der Zweig Beromünster. In: Der Geschichtsfreund 71, 1916, S. 139–175, hier S. 165–167.
3. ↑  Josef Anton Häfliger: Historisches über das Geschlecht Häfligers. Der Zweig Beromünster. In: Der Geschichtsfreund 71, 1916, S. 139–175, hier  S. 167.
4. 1 2 3 4 5 6  Waltraud Hörsch, Josef Bannwart: Luzerner Pfarr- und Weltklerus 1700–1800. Ein biographisches Lexikon. Rex, Luzern 1998, S. 177 f., hier S. 177.
5. 1 2  Walter Haas: Lozärnerspròòch. Eine Geschichte der luzerndeutschen Mundartliteratur mit einem Verfasserlexikon und einem Lesebuch. Räber, Luzern/Stuttgart 1968, S. 22–24 und 68–70, hier S. 70.
6. 1 2  Josef Anton Häfliger: Historisches über das Geschlecht Häfligers. Der Zweig Beromünster. In: Der Geschichtsfreund 71, 1916, S. 139–175, hier  S. 166.
7. ↑  Arnold Niggli: Die Schweizerische Musikgesellschaft. Eine musik- und culturgeschichtliche Studie. Zürich 1886; Josef Anton Häfliger: Historisches über das Geschlecht Häfligers. Der Zweig Beromünster. In: Der Geschichtsfreund 71, 1916, S. 139–175, hier S. 170 f.
8. ↑  Ganzer Abschnitt nach Hans Trümpy: Schweizerdeutsche Sprache und Literatur im 17. und 18. Jahrhundert (= Schriften der Schweizerischen Gesellschaft für Volkskunde. Band 36). Basel 1955, S. 308–323; Walter Haas: Lozärnerspròòch. Eine Geschichte der luzerndeutschen Mundartliteratur mit einem Verfasserlexikon und einem Lesebuch. Räber, Luzern/Stuttgart 1968, S. 22–24 und 68–70, hier S. 23 und 69.
9. ↑  Zitate aus Hans Trümpy: Schweizerdeutsche Sprache und Literatur im 17. und 18. Jahrhundert (= Schriften der Schweizerischen Gesellschaft für Volkskunde. Band 36). Basel 1955, S. 311.
10. ↑  Zitat aus Hans Trümpy: Schweizerdeutsche Sprache und Literatur im 17. und 18. Jahrhundert (= Schriften der Schweizerischen Gesellschaft für Volkskunde. Band 36). Basel 1955, S. 318.
11. ↑  Walter Haas: Lozärnerspròòch. Eine Geschichte der luzerndeutschen Mundartliteratur mit einem Verfasserlexikon und einem Lesebuch. Räber, Luzern/Stuttgart 1968, S. 22–24 und 68–70, hier S. 69.
12. ↑  Walter Haas: Lozärnerspròòch. Eine Geschichte der luzerndeutschen Mundartliteratur mit einem Verfasserlexikon und einem Lesebuch. Räber, Luzern/Stuttgart 1968, S. 22–24 und 68–70, hier S. 69.
13. ↑  Walter Haas: Jost Bernhard Häfliger. In: Historisches Lexikon der Schweiz.
14. ↑  Walter Haas: Lozärnerspròòch. Eine Geschichte der luzerndeutschen Mundartliteratur mit einem Verfasserlexikon und einem Lesebuch. Räber, Luzern/Stuttgart 1968, S. 22–24 und 68–70, hier S. 22.
15. ↑  Gemäss Volltextsuche Häfl* und JBHäfl* auf https://digital.idiotikon.ch/.
16. ↑  Hans Trümpy: Schweizerdeutsche Sprache und Literatur im 17. und 18. Jahrhundert (= Schriften der Schweizerischen Gesellschaft für Volkskunde. Band 36). Basel 1955, S. 319.
17. ↑  Häfligers Handexemplar der Schweizerischen Volkslieder mit Korrekturen, Ergänzungen und drei unveröffentlichten Liedern im Anhang besitzt die Zentral- und Hochschulbibliothek Luzern (Walter Haas: Lozärnerspròòch. Eine Geschichte der luzerndeutschen Mundartliteratur mit einem Verfasserlexikon und einem Lesebuch. Räber, Luzern/Stuttgart 1968, S. 22–24 und 68–70, hier S. 70).

| Personendaten    | Personendaten |
| ---------------- | --- |
| NAME             | Häfliger, Jost Bernhard |
| ALTERNATIVNAMEN  | Häfliger, Jost Bernhard Barnabas (vollständiger Name); Häffliger, Jost Bernhard; Haefliger, Jost Bernhard; Haeffliger, Jost Bernhard; Haeflinger, Jost Bernhard; Haefflinger, Jost Bernhard |
| KURZBESCHREIBUNG | Schweizer katholischer Pfarrer, Förderer des Landschulwesens und Pionier der schweizerdeutschen Mundartliteratur                                                                            |
| GEBURTSDATUM     | 11. Juni 1759 |
| GEBURTSORT       | Beromünster |
| STERBEDATUM      | 1. Juni 1837 |
| STERBEORT        | Hochdorf |